# Navigatorul solitar
Navigatorul solitar este un film românesc din 1982 regizat de Mihai Șurubaru.